# Jørn Lande
Jørn Lande (* 31. května 1968, Rjukan) je norský heavymetalový a hardrockový zpěvák, ex frontman skupiny Masterplan.
První skupinou, ve které působil jako zpěvák, byla Vagabond, později zpíval s The Snakes, Yngwie Malmsteenem, ARK či Beyond Twilight.
Největšího úspěchu dosáhl s německou skupinou Masterplan, ze které po třech letech odešel kvůli názorovým rozdílům o dalším směřovaní skupiny. Poté se však v roce 2009 vrátil a nahrál album "Time To Be King".
Lande se jako host podílel i na metalové opeře Avantasia, sólovém projektu zpěváka Tobiase Sammeta z Edguy.
Nahrál tři alba s Russellem Allenem, zpěvákem ze Symphony X.

## Diskografie

### Sólová alba
- 2000 Starfire
- 2001 Worldchanger
- 2004 Out to Every Nation
- 2006 The Duke
- 2007 The Gathering
- 2007 Unlocking the Past
- 2007 Live in America!
- 2008 Lonely Are The Brave
- 2009 Spirit Black
- 2010 Dio
- 2013 Traveller
- 2015 Dracula - Swing of Death
- 2016 Heavy rock radio
- 2017 Life on Death Road
- 2020 Heavy rock radio II
- 2022 Over the Horizon Radar

### Ostatní alba

#### Vagabond
- Vagabond (1994)
- A Huge Fan of Life (1995)

#### The Snakes
- Once Bitten (1998)
- Live in Europe (1998)

#### Masterplan
- Enlighten Me (single) (2002)
- Masterplan (2003)
- Back For My Life (EP) (2004)
- Aeronautics (2005)
- Time to Be King (2010)

#### Avantasia
- The Scarecrow (2008)
- Ghostlights (2016)

Millennium
- Hourglass (2000)

#### Pentakill
- Smite and Ignite (2014)
- Grasp of the Undying (2017)
- III: Lost Chapter (2021)